# Мамаду Мбођ
Папе Мамаду Мбођ (Дакар 12. март 1993) је сенегалски фудбалер који игра за Нефчи Баку.

## Каријера
За Црвену звезду је потписао на почетку сезоне 2014/15, али је због превеликог броја играча на његовој позицији отишао на позајмицу у Напредак из Крушевца. У Јелен Суперлиги је дебитовао 4. октобра 2014. против Спартака из Суботице.
Две сезоне је провео у литванском Жалгирису.